# Laconiek
Laconiek reageren of laconisch antwoorden is een snedig of gevat antwoord geven en bovendien blijkgeven dat men de zaken doodkalm opneemt, zonder zich druk te maken.

## Geschiedenis
Het woord laconiek is afgeleid van Laconië, de chora van de polis Sparta. De Spartaanse soldaten werden getraind in het geven van zulke antwoorden. Het merendeel van Laconieke opmerkingen zijn ons bekend dankzij Plutarchus, die zelfs een volledig werk aan deze wijdde (Apophthegmata Laconica).

## Enkele voorbeelden
Hoewel het gehele leger van Spartanen en Thespiërs buitengewoon veel moed toonde, werd de Spartaan Dienekes de dapperste van allen genoemd. Men zegt dat aan de vooravond van de strijd, iemand van Trachis Dienekes vertelde dat er zo veel Perzische boogschutters waren dat hun pijlen de zon zouden verduisteren. Dienekes, echter, onbevreesd door dit vooruitzicht, antwoordde lachend, 'Mooi, dan vechten we in de schaduw"
— Herodotos, Historiën VII 226.

Sparta had geen muren. Toen een vreemdeling aan Agesilaüs II van Sparta vroeg hoe dit kwam, antwoordde die, wijzend naar zijn soldaten: "Dit zijn Sparta's muren, en de grenzen zijn de punten van hun speren."
— Plutarchus, Apophthegmata Laconica 210e (2.29).

Toen Agesilaüs II een zeer mooi en sterk legerkamp zag, zei hij: "Mooi kamp. Voor vrouwen."
— Plutarchus, Apophthegmata Laconica 230c.

Toen een Perzische gezant aan koning Leonidas I tijdens de slag bij Thermopylae zei dat ze zich moesten overgeven en dat ze als teken van overgave aan zijn koning Xerxes hun wapens moesten geven, zei hij: "Dat hij ze maar komt halen!"
— Plutarchus, Apophthegmata Laconica 225c.

De Spartaanse moeders zeiden altijd aan hun zonen of echtgenoten: "Kom terug, met dit schild (overwinnend), of op dit schild (gesneuveld), maar nooit zonder schild (gevlucht).
— Plutarchus, Lacaenarum Apophthegmata 241f.16.

De Spartanen hadden naar koning Demetrius I van Macedonië maar één ambassadeur gestuurd. Toen hij vroeg waarom ze slechts één gezant gestuurd hadden, antwoordden ze: "Eén ambassadeur naar één koning."
— Plutarchus, Demetrius 42.3-4.

Toen Sparta nog slechts een schim was van zijn vroegere gloriedagen, stuurde koning Philippus II van Macedonië hen een brief: "Als we jullie zullen verslaan zullen jullie vernietigd worden zodat jullie nooit meer kunnen heropstaan!" De Spartanen stuurden slechts één woord terug: "Als."
— Plutarchus, De garrulitate 17 (511 A)

## Verder lezen
- Ploutarchos, Laconieke zeden en gezegden, ed. trad. annot. H.L. van Dolen, Nijmegen, 1996. ISBN 9061684641 (Bloemlezing uit het werk van Plutarchus)